# Bildschirmarbeitsverordnung
Die Bildschirmarbeitsverordnung (BildscharbV) war eine Verordnung über Sicherheit und Gesundheitsschutz bei der Arbeit an Bildschirmgeräten nach Artikel 3 der Verordnung zur Umsetzung von EG-Einzelrichtlinien zur EG-Rahmenrichtlinie Arbeitsschutz. Die Bildschirmarbeitsverordnung war geltendes Recht in Deutschland vom 4. Dezember 1996 bis zum 3. Dezember 2016. Die Anforderungen an Bildschirmarbeitsplätze werden heute durch den Anhang der Arbeitsstättenverordnung, Abschnitt 6 Maßnahmen zur Gestaltung von Bildschirmarbeitsplätzen, geregelt. Seit Juli 2024 konkretisiert die ASR A6 „Bildschirmarbeit“ im Rahmen ihres Anwendungsbereichs die Anforderungen der Verordnung.
Ziel der BildscharbV war die Regelung des Gesundheitsschutzes bei der Arbeit an Bildschirmen (2005 sollen es zehn Millionen Arbeitsplätze in Deutschland gewesen sein). Was konkret unter einem Bildschirmarbeitsplatz zu verstehen war, wurde in § 1 der Verordnung festgelegt. Die Verordnung galt nicht für Bedienerplätze von Maschinen, Bildschirmgeräte an Bord von Verkehrsmitteln, Datenverarbeitungsanlagen, die hauptsächlich zur Benutzung durch die Öffentlichkeit bestimmt waren, Bildschirmgeräten für den ortsveränderlichen Gebrauch, sofern sie nicht regelmäßig an einem Arbeitsplatz eingesetzt wurden, Rechenmaschinen, Registrierkassen oder anderen Arbeitsmitteln mit einer kleinen Daten- oder Messwertanzeigevorrichtung, die zur unmittelbaren Benutzung des Arbeitsmittels erforderlich ist, sowie für Schreibmaschinen klassischer Bauart mit einem Display. Bei der Beurteilung der Einstufung bestehender Geräte in den Geltungsbereich der Verordnung hatten Betriebsräte und Personalräte ein Mitbestimmungsrecht.
Nach § 5 Arbeitsschutzgesetz (ArbSchG) ist der Arbeitgeber verpflichtet, für jeden Arbeitsplatz die an ihm wirkenden Gefährdungen zu beurteilen (Gefährdungsbeurteilung) und zu ermitteln, welche Maßnahmen des Arbeitsschutzes erforderlich sind; dies hat er nach § 6 ArbSchG ausreichend zu dokumentieren. Diese Pflichten hat der Arbeitgeber selbstverständlich auch für Bildschirmarbeitsplätze. Bei der Durchführung der Gefährdungsbeurteilung sind Betriebs- und Personalräte zu beteiligen. Dem Betriebsrat steht nach dem Beschluss des Bundesarbeitsgerichts vom 8. Juni 2004 - 1 ABR 13/03 -  NZA 2004, 1175 bei der Festlegung der Einzelheiten der Gefährdungsbeurteilung der Arbeitsplätze das volle Mitbestimmungsrecht aus § 87 Absatz 1 Nr. 7 des Betriebsverfassungsgesetzes (BetrVG) zu, da die Regelungen im Arbeitsschutzgesetz lediglich Rahmenregelungen seien, die im Betrieb vor Ort noch ausgestaltet werden müssten. Das Gleiche müsste wegen der fast wortgleichen Vorschrift in § 80  Absatz 1 Nr. 16 Bundespersonalvertretungsgesetz und in den ebenfalls meist gleichlautenden Landespersonalvertretungsgesetzen auch für den Personalrat gelten, eine Entscheidung des hierfür zuständigen Bundesverwaltungsgerichts liegt jedoch noch nicht vor.
Nach § 6 Bildschirmarbeitsverordnung müssen Untersuchungen der Augen und des Sehvermögens angeboten werden. Sie sind von fachkundigen Personen (etwa Augenärzten, Betriebsärzten oder dem Arbeitsmedizinischen Dienst) vorzunehmen. Sind nach deren Einschätzung spezielle Sehhilfen nötig, muss der Arbeitgeber diese bezahlen.
Bei der Arbeit am Bildschirm sind jedoch nicht nur physische Fehlbelastungen zu vermeiden, sondern auch psychomentale Fehlbelastungen. So verpflichtet § 5 der Verordnung den Arbeitgeber, die Tätigkeit von Bildschirmarbeitern so zu organisieren, dass sie regelmäßig durch andere Tätigkeiten oder Pausen unterbrochen wird. Bei der Beurteilung der Arbeitsbedingungen nach § 5 des Arbeitsschutzgesetzes hat der Arbeitgeber nach § 3 „die Sicherheits- und Gesundheitsbedingungen insbesondere hinsichtlich einer möglichen Gefährdung des Sehvermögens sowie körperlicher Probleme und psychischer Belastungen zu ermitteln und zu beurteilen“.
Kommt der Arbeitgeber dem nicht nach und handelt es sich nicht um einen kurzfristigen Verstoß, hat dies nach § 134 BGB die Nichtigkeit der konkreten Arbeitsanweisung zur Folge und führt gleichzeitig zum Fortfall der Arbeitspflicht des Arbeitnehmers bei bestehender Vergütungspflicht. Zudem hat der Arbeitnehmer nach § 84 BetrVG die Möglichkeit der förmlichen Beschwerde bei den staatlichen Aufsichtsämtern.